# Basketbal op de Paralympische Zomerspelen

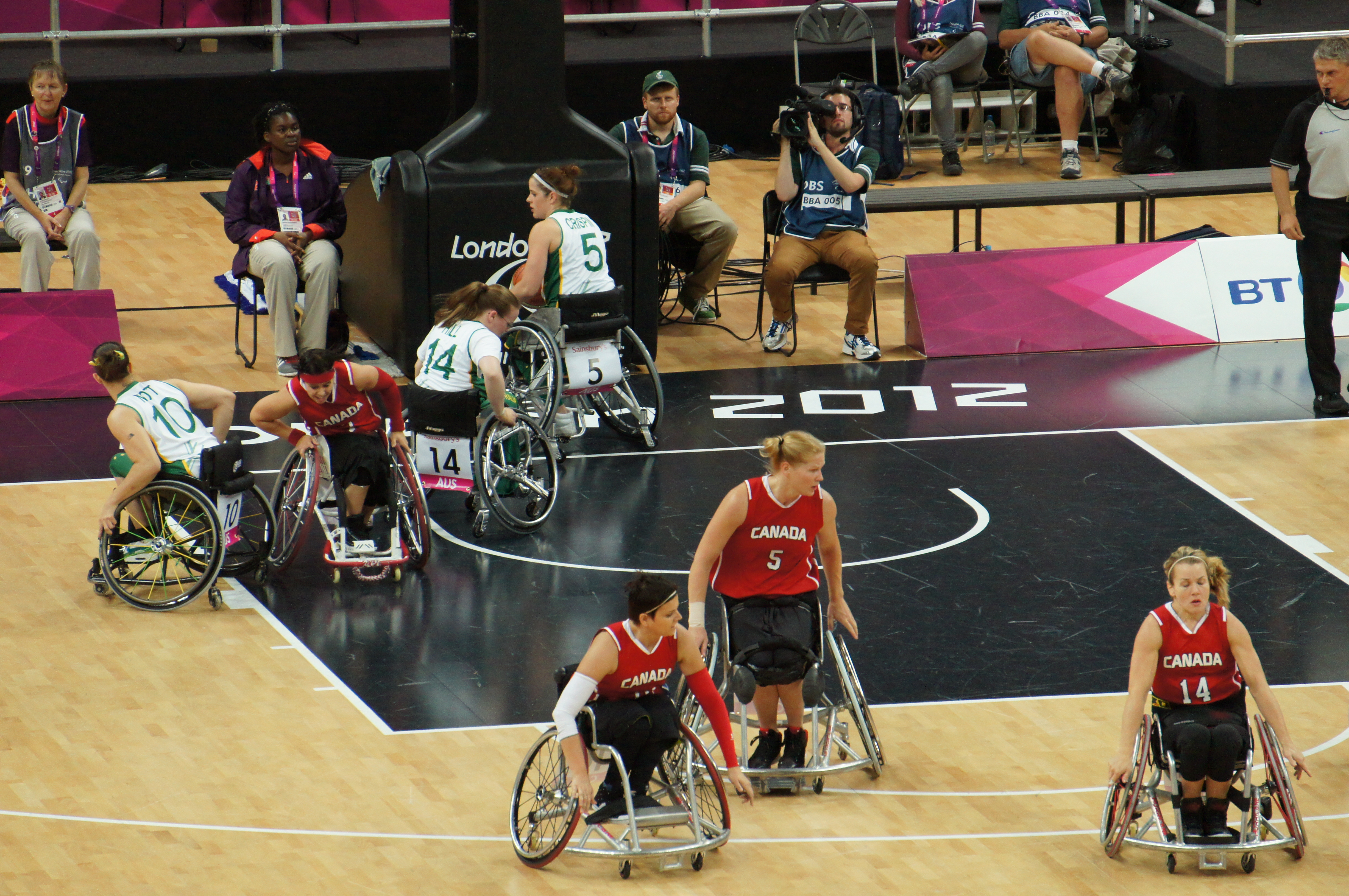
Rolstoelbasketbal Australië - Canada tijdens de Paralympische Zomerspelen 2012

Basketbal is een van de sporten die op het programma van de Paralympische Spelen staan. Deze tak van de basketbalsport is ook bekend onder de naam rolstoelbasketbal. De sport staat onder auspiciën van de International Wheelchair Basketball Federation (IWBF).

## Geschiedenis
Het basketbal staat al vanaf de allereerste Paralympische Spelen van 1960 op het programma. Vanaf 1968 doen ook vrouwen mee aan basketbal. Het Nederlands mannenteam heeft in 1992 de paralympische competitie gewonnen en het Nederlands vrouwenteam in 2021.

## Medailles

### Mannen
| Editie                         | klasse       | Goud · | Zilver · | Brons · |
| ------------------------------ | ------------ | ------ | -------- | ------- |
| Rome 1960                      | A            | USA    | GBR      | ISR     |
| Rome 1960                      | B            | USA    | NED      | GBR     |
| Tokio 1964                     | A complete   | USA    | GBR      | ISR     |
| Tokio 1964                     | B incomplete | USA    | ARG      | ISR     |
| Tel Aviv 1968                  |              | ISR    | USA      | GBR     |
| Heidelberg 1972                |              | USA    | ISR      | ARG     |
| Toronto 1976                   |              | USA    | ISR      | FRA     |
| Arnhem 1980                    |              | ISR    | NED      | USA     |
| New York/Stoke Mandeville 1984 |              | FRA    | NED      | SWE     |
| Seoel 1988                     |              | USA    | NED      | FRA     |
| Barcelona 1992                 |              | NED    | GER      | FRA     |
| Atlanta 1996                   |              | AUS    | GBR      | USA     |
| Sydney 2000                    |              | CAN    | NED      | USA     |
| Athene 2004                    |              | CAN    | AUS      | GBR     |
| Beijing 2008                   |              | AUS    | CAN      | GBR     |
| Londen 2012                    |              | CAN    | AUS      | USA     |
| Rio de Janeiro 2016            |              | USA    | ESP      | GBR     |
| Tokio 2020                     |              | USA    | JPN      | GBR     |
| Parijs 2024                    |              | USA    | GBR      | GER     |
| Los Angeles 2028               |              |        |          |         |

### Vrouwen
| Editie                         | Goud · | Zilver · | Brons · |
| ------------------------------ | ------ | -------- | ------- |
| Tel Aviv 1968                  | ISR    | ARG      | AUS     |
| Heidelberg 1972                | ARG    | JAM      | ISR     |
| Toronto 1976                   | ISR    | FRG      | ARG     |
| Arnhem 1980                    | FRG    | ISR      | USA     |
| New York/Stoke Mandeville 1984 | FRG    | ISR      | JPN     |
| Seoel 1988                     | USA    | FRG      | NED     |
| Barcelona 1992                 | CAN    | USA      | NED     |
| Atlanta 1996                   | CAN    | NED      | USA     |
| Sydney 2000                    | CAN    | AUS      | JPN     |
| Athene 2004                    | USA    | AUS      | CAN     |
| Beijing 2008                   | USA    | GER      | AUS     |
| Londen 2012                    | GER    | AUS      | NED     |
| Rio de Janeiro 2016            | USA    | GER      | NED     |
| Tokio 2020                     | NED    | CHN      | USA     |
| Parijs 2024                    | NED    | USA      | CHN     |
| Los Angeles 2028               |        |          |         |

## Deelnemende landen

### Mannen
| Editie                           | landen |
| -------------------------------- | --- |
| Rome 1960                        | USA - GBR - ISR - NED - overige landen onbekend                                                                            |
| Tokio 1964                       | USA - GBR - ISR - ARG - overige landen onbekend                                                                            |
| Tel Aviv 1968                    | USA - GBR - FRG - SUI - ISR - FRA - NED - BEL - CAN - SWE - ITA - ARG - AUS                                                |
| Heidelberg 1972                  | ARG - GBR - SWE - NED - ITA - USA - ISR - FRA - AUS - BEL - ESP - CAN - POR - SUI - FRG - BRA - JAM - YUG - IRL            |
| Toronto 1976                     | ISR - NED - MEX - ITA - COL - FRA - CAN - SUI - FIN - RSA - ARG - GBR - FRG - ESP - DEN - USA - SWE - BEL- BRA - JPN - AUS |
| Arnhem 1980                      | USA - JPN - ESP - AUS - ITA - ISR - ARG - BEL - FRG - NED - CAN - DEN - BRA - FRA - SWE - GBR - EGY                        |
| New York / Stoke Mandeville 1984 | CAN - USA - ITA - SUI - FIN - ISR - FRG - MEX - ESP - GBR - FRA - AUS - JPN - EGY - SWE - NED - YUG - DEN                  |
| Seoel 1988                       | USA - SWE - GBR - BRA - FRA - FRG - AUS- ARG - MAR - NED - ISR - ESP - KOR - CAN JPN - BEL - MEX                           |
| Barcelona 1992                   | NED - FRA - GER - SWE - AUS - ISR - USA - GBR - CAN - ESP - JPN - ARG                                                      |
| Atlanta 1996                     | ESP - AUS - GBR - CAN - MEX - ARG - USA - FRA - NED - JPN - SWE                                                            |
| Sydney 2000                      | CAN - USA - GBR - GER - MEX - RSA - NED - FRA - AUS - SWE- JPN - KOR                                                       |
| Athene 2004                      | CAN - AUS - ITA GBR - BRA - FRA - NED - USA - GER - JPN - IRI - GRE                                                        |
| Beijing 2008                     | CAN - GER - IRI - JPN - RSA - SWE - AUS - GBR - USA - ISR - BRA - CHN                                                      |
| Londen 2012                      | AUS - CAN - COL - GER - GBR - ITA - JPN - ESP - POL - TUR - USA - RSA                                                      |
| Rio de Janeiro 2016              | ESP - TUR - AUS - NED - JPN - CAN - USA - GBR - BRA - GER - IRI - ALG                                                      |
| Tokio 2020                       | ALG - AUS - CAN - COL - GER - GBR - IRI - JPN - ESP - KOR - TUR - USA                                                      |
| Parijs 2024                      | AUS - CAN - FRA - GER - GBR - NED - ESP - USA                                                                              |
| Los Angeles 2028                 | |

### Vrouwen
| Editie                           | landen                                                    |
| -------------------------------- | --------------------------------------------------------- |
| Tel Aviv 1968                    | ISR - ARG - USA - AUT - GBR                               |
| Heidelberg 1972                  | ISR - FRG - CAN - YUG - ARG - JAM - GBR                   |
| Toronto 1976                     | ISR - FRG - ARG - CAN - USA                               |
| Arnhem 1980                      | FRG - ISR - USA - ARG                                     |
| New York / Stoke Mandeville 1984 | FRG - ISR - JPN - overige landen onbekend                 |
| Seoel 1988                       | FRG - NED - ARG - ISR - GBR - USA - CAN - SWE - JPN       |
| Barcelona 1992                   | USA - NED - JPN - FRA - CAN - AUS - GER - ESP             |
| Atlanta 1996                     | AUS - USA - GER - BRA - CAN - NED - JPN - GBR             |
| Sydney 2000                      | AUS - NED - USA - GBR - CAN - JPN - MEX - GER             |
| Athene 2004                      | AUS - USA - GBR - NED - CAN - GER - JPN - MEX             |
| Beijing 2008                     | USA - GER - AUS - GBR - BRA - JPN - CAN - NED - CHN - MEX |
| Londen 2012                      | AUS - BRA - CAN - CHN - GER - FRA - GBR - MEX - NED - USA |
| Rio de Janeiro 2016              | GER - GBR - CAN - BRA - ARG - USA - NED - CHN - FRA - ALG |
| Tokio 2020                       | GER - GBR - CAN - JPN - AUS - USA - NED - CHN - ESP - ALG |
| Parijs 2024                      | CAN - CHN - GER - GBR - JPN - NED - ESP - USA             |
| Los Angeles 2028                 |                                                           |